# Kumanovo
Kumanovo (Куманово) es la segunda municipalidad más grande de Macedonia del Norte después de la capital, Skopie, y tercera ciudad más grande del país. Se sitúa en la parte noreste de Macedonia del Norte, cerca de Skopie. Su población en 2002 era de 70 842 habitantes. Las instituciones municipales incluyen a un consejo de ciudad, al alcalde y otros cuerpos administrativos. El aeropuerto de Skopie contribuye considerablemente al turismo de Kumanovo.
Aunque la ciudad se sitúa a 340 m s. n. m. está rodeada por numerosas montañas. Kumanovo tiene un clima templado.

## Nombre
Se cree que Kumanovo deriva de los cumanos, una tribu turca que habitó el área en el siglo XII.

## Economía
Las industrias metalúrgicas, del tabaco, agrarias, del calzado y de textil de la ciudad la han convertido en un centro económico, de negocios y cultural de unos 135.529 habitantes. La agricultura y el comercio fueron el motor económico durante el siglo XIX, pero desde la Segunda Guerra Mundial la economía se ha modernizado.

## Comunicaciones
Existe una carretera de unos 40 km que une Skopie con Kumanovo, pasando cerca de esta por el norte que acaba cruzando la frontera con Serbia. Asimismo también pasa un ferrocarril que une la capital con Serbia. Otra carretera importante va de Kumanovo a Kriva Palanka y de ahí a la frontera con Bulgaria.